# Villa de Tututepec de Melchor Ocampo
Villa de Tututepec de Melchor Ocampo là một đô thị thuộc bang Oaxaca, México. Năm 2005, dân số của đô thị này là 40767 người.